# Sant Joan de Tarragona
Sant Joan de Tarragona és una església neoclàssica de Tarragona protegida com a Bé Cultural d'Interès Local.

## Descripció
Temple neoclàssic, de tres naus, amb una portalada de pedra a la façana a la qual s'accedeix mitjançant una escalinata. El seu frontó triangular està rematat amb una creu. La torre del campanar és quadrada, amb dos pisos ben marcats.